# Priapodes flaviradiata
Priapodes flaviradiata är en fjärilsart som beskrevs av Paul Dognin 1916. Priapodes flaviradiata ingår i släktet Priapodes och familjen mätare. Inga underarter finns listade i Catalogue of Life.